# 49 Dywizjon Artylerii Lekkiej
49 dywizjon artylerii lekkiej (49 dal) – improwizowany pododdział artylerii lekkiej Wojska Polskiego II RP.
Dywizjon nie występował w pokojowej organizacji wojska. Został sformowany jako improwizowany przez Ośrodek Zapasowy Artylerii Lekkiej nr 9 z Brześcia.

## 49 dal w kampanii wrześniowej

### Formowanie i organizacja
W II rzucie mobilizacji powszechnej przez 30 pułk artylerii lekkiej został sformowany w terminie do 6 września, Ośrodek Zapasowy Artylerii Lekkiej nr 9. W skład ośrodka weszły Oddziały Zbierania Nadwyżek 30 pal, 20 pułku artylerii lekkiej i część Oddziału Zbierania Nadwyżek 9 pułku artylerii lekkiej. Wszystkie pułki artylerii lekkiej Okręgu Korpusu nr IX zostały zmobilizowane w ramach mobilizacji alarmowej 23 marca 1939. W pułkach po mobilizacji alarmowej z sierpnia 1939 i powszechnej z 31 sierpnia 1939, pozostały znaczne ilości nadwyżek personalnych złożone z rezerwistów i żołnierzy stanu czynnego z poboru w marcu 1939 oraz napływających rezerwistów z mobilizacji powszechnej do ośrodka. W magazynach twierdzy w Brześciu nad Bugiem przechowywano armaty i haubice grupy ćwiczebnej częściowo o znacznym stopniu zużycia, dla OZAL nr 9. Dodatkowo w nadwyżkach z 20 pal i 30 pal znajdowały się armaty i haubice przewidziane do szkolenia młodego rocznika poborowych, po wyjściu macierzystych pułków na granicę zachodnią i północną. Po przełamaniu frontu Samodzielnej Grupy Operacyjnej „Narew” przez niemiecki XIX Korpus Armijny (mot.) w kierunku Brześcia n/Bugiem natarcie prowadziły niemieckie dywizje pancerne i zmotoryzowane korpusu. Z uwagi na zagrożenie twierdzy z posiadanych zasobów OZAL nr 9 rozpoczęto, od 9 września na rozkaz Naczelnego Wodza formowanie Zgrupowania „Brześć” pod dowództwem gen. bryg. w st. spocz. Konstantego Plisowskiego. Dla tego zgrupowania podjęto decyzję o sformowaniu dywizjonu artylerii i nadano mu nazwę 49 dywizjonu artylerii lekkiej. Podstawą do tworzenia dywizjonu był sformowany w ramach OZAL nr 9, dywizjon artylerii z nadwyżek 30 pal pod dowództwem ppłk Stefana Wierzbickiego, który ewakuował się z twierdzy w dniu 11 września wraz z OZAL nr 9. Dalsze formowanie dywizjonu przejął mjr Stanisław Komornicki. Dywizjon sformowano z nadwyżek 30 pal,  w składzie: 1 i 2 bateria armat 75 mm wz.1897. W ramach ośrodka z nadwyżek 20 pal sformowano 3 baterię armat 75 mm wz.1897. Dodatkowo ze stanu osobowego OZAL nr 9, uformowano baterię artylerii pozycyjnej (pieszej) pod dowództwem mjr Tadeusza Dynowskiego, którą podporządkowano mjr. Stanisławowi Komorowskiemu jako dowódcy artylerii obrony twierdzy i dowódcy 49 dal. W skład baterii pozycyjnej wchodziły: 2 działony armat 75 mm, 2 działony haubic 100 mm jako stacjonarnych umieszczone w bramach cytadeli, na stałych stanowiskach na wałach, jako działa przeciwpancerne. Dodatkowo w baterii były dwie haubice 155 mm artylerii ciężkiej. Działony te nie posiadały zaprzęgów. Dowódcami ich byli oficerowie i podchorążowie rezerwy. Niekompletne zaprzęgi znajdowały się w bateriach dywizjonu. Łącznie w dywizjonie znajdowało się ok. 500 żołnierzy i 12 armat „ruchomych” i 6 dział bez zaprzęgów pozycyjnych. Część żołnierzy obsług dywizjonu była przygotowana do walki jako pododdział pieszy w charakterze piechoty. 12 września dywizjon osiągnął w miarę skromnych możliwości gotowość bojową. Dywizjon nie posiadał kolumny amunicyjnej i taboru, posiadał łączność i zwiady dywizjonowe, bateryjne.  

### Działania bojowe
12 września 49 dal zajął stanowiska ogniowe na wschodnim brzegu Bugu; 1 i 2 baterie w rejonie lotniska Adamkowa, jako artyleria przeciwpancerna, 3 bateria jako artyleria ppanc. zajęła stanowiska w rejonie koszar 35 pp, 3 działonami i jednym działonem nad Bugiem. 13 września po południu w rejonie Adamkowa, nawiązano styczność bojową z pododdziałami rozpoznawczymi 20 Dywizji Piechoty Zmotoryzowanej podchodzącej wzdłuż wschodniego brzegu Bugu i 10 Dywizji Pancernej podchodzącą z północy. Obie te dywizje wchodziły w skład XIX Korpusu Armijnego (mot.) gen. por. Heinza Guderiana. Baterie 1 i 2 stoczyły walkę z niemieckimi czołgami i piechotą zmotoryzowaną pod osłoną kilku plutonów piechoty. Baterie utraciły w walce jako uszkodzone i niemożliwymi do ewakuacji 3 armaty. Następnie pozostałe wycofały się do twierdzy. 14 września w godzinach przedpołudniowych oddziały 20 DPZmot. zmusiły do odwrotu z przedpola twierdzy 1 kompanię batalionu marszowego 33 pp, która wysyłała patrole rozpoznawcze w kierunku Wysokiego Litewskiego, wspartą 3 baterią artylerii. W trakcie walki wspierająca bateria utraciła jedną armatę. 15 września od ostrzału niemieckiej artylerii zostało uszkodzonych 6 armat. 16 września artyleria niemiecka ostrzeliwała w sposób skoncentrowany cytadelę, dywizjon poniósł ciężkie straty, pozostało jedynie 5 sprawnych armat. Ciężko ranny został dowódca dywizjonu mjr Stanisław Komornicki. Część żołnierzy dywizjonu po wyjściu z cytadeli w Brześciu w nocy 16/17 września pomaszerowała wraz z Grupą „Brześć”, część z ocalałymi armatami pomaszerowała w kierunku Kobrynia i Kowla, gdzie dołączyły do Samodzielnej Grupy Operacyjnej „Polesie” lub Grupy „Kowel”.   

## Obsada personalna
- dowódca dywizjonu – mjr Stanisław II Komornicki (ur. 26 VIII 1898)[13]
- oficer zwiadowczy – ppor. Jan Sztejnbis
- oficer łączności – por. rez. Paweł Durko
- oficer płatnik - ppor. rez. Henryk Kwiatkowski[14]
- dowódca 1 baterii – kpt. art. Arseni Mielniczuk
  - dowódca I plutonu - ppor. rez. lekarz Jerzy Żelichowski[15]
  - dowódca II plutonu - ppor. rez. art. Andrzej Błeszczyński[16]
- dowódca 2 baterii – kpt. rez. Marian Westfalewicz
  - oficer ogniowy – ppor. Antoni Witold Lipiński
  - dowódca plutonu – ppor. rez. mgr Józef Roszkowski (poległ 14 IX)
- dowódca 3 baterii – kpt. Tadeusz Janiszewski
  - oficer ogniowy – por. Piotr Lebiedzki
- bateria/grupa artylerii (6 dział bez zaprzęgów) - mjr Tadeusz Dynowski[17]
  - dowódca plutonu haubic 100 mm - ogn. Trofim Tarasiewicz[17]
  - dowódca plutonu haubic 155 mm - por. Bronisław Adamski[17]
- oficerowie dywizjonu o nieustalonych przydziałach - por. rez. Wiesław Baldwin-Ramult, ppor. rez. Sławiński, ppor. rez. Stanisław Czechowicz, ppor. rez. Zygmunt Nowakowski, ppor. rez. Józef Dybowski, ppor. rez. Antoni Markowski[18].